# Wiesbütt-Moor mit angrenzenden Waldflächen
Wiesbütt-Moor mit angrenzenden Waldflächen este o arie protejată (arie specială de conservare — SAC, sit de importanță comunitară — SCI) din Germania întinsă pe o suprafață de 196,29 ha, integral pe uscat.

## Localizare
Centrul sitului Wiesbütt-Moor mit angrenzenden Waldflächen este situat la coordonatele 50°07′14″N 9°23′29″E / 50.1206°N 9.3914°E.

## Înființare
Situl Wiesbütt-Moor mit angrenzenden Waldflächen a fost declarat sit de importanță comunitară în iulie 2001 pentru a proteja un număr necunoscut de specii din flora spontană și fauna sălbatică aflate în arealul zonei. Situl a fost protejat și ca arie specială de conservare în martie 2008.

## Biodiversitate
Situată în ecoregiunea continentală, aria protejată conține 3 habitate naturale: Mlaștini turboase de tranziție și turbării mișcătoare, Păduri de fag Luzulo-Fagetum, Mlaștini împădurite.
La baza desemnării sitului se află un număr nedeclarat de specii protejate:
Pe lângă speciile protejate, pe teritoriul sitului au mai fost identificate 7 specii de plante.